# Grabovica, Bosnien och Hercegovina
Grabovica är ett samhälle i Bosnien och Hercegovina.   Det ligger i entiteten Republika Srpska, i den centrala delen av landet, 110 km norr om huvudstaden Sarajevo. Grabovica ligger 198 meter över havet och antalet invånare är 641.
Terrängen runt Grabovica är platt åt nordväst, men åt sydost är den kuperad.Närmaste större samhälle är Doboj, 9,3 km öster om Grabovica. 
Omgivningarna runt Grabovica är en mosaik av jordbruksmark och naturlig växtlighet. Runt Grabovica är det ganska tätbefolkat, med 67 invånare per kvadratkilometer.